# Psaume 36 (35)

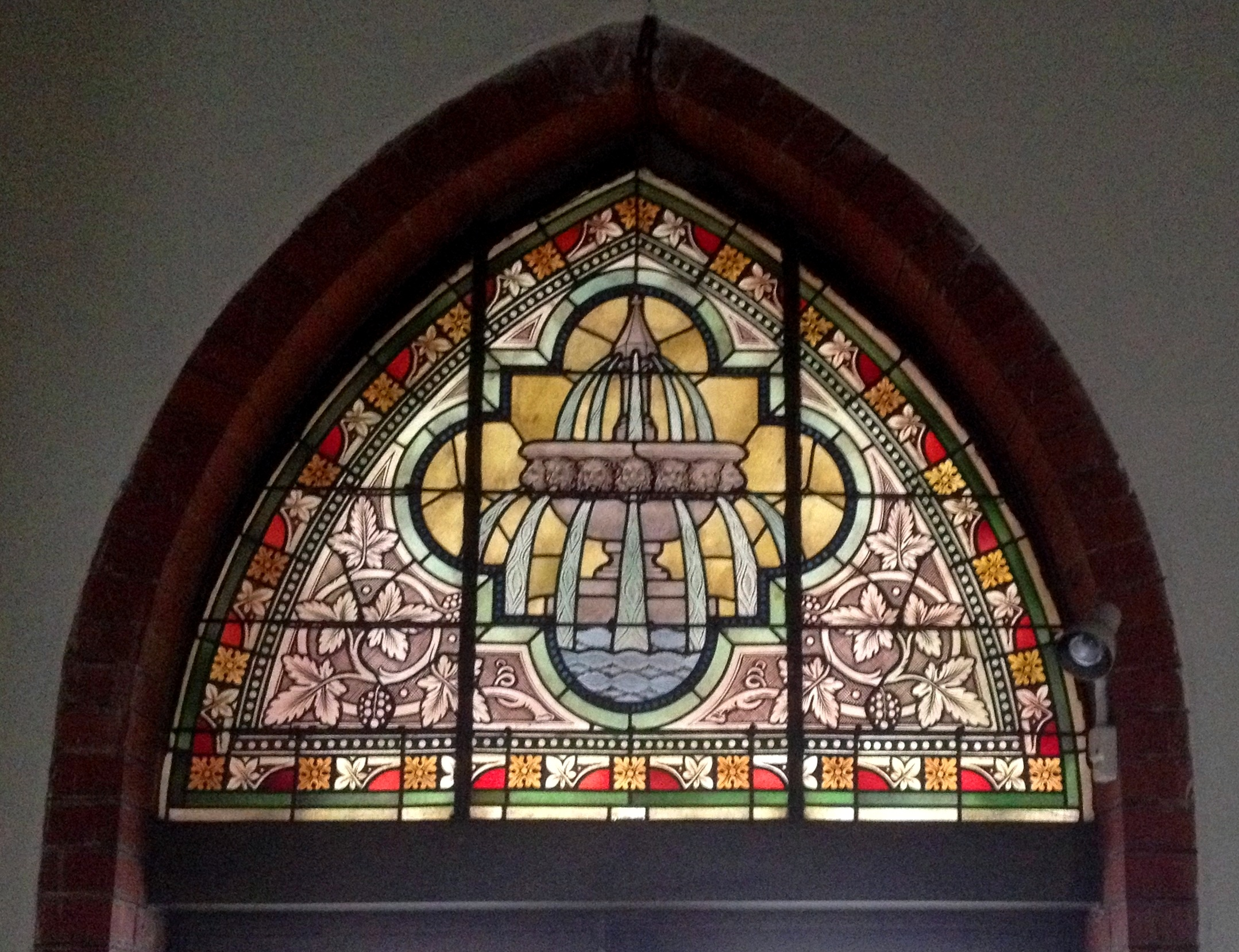
Vitrail de la porte d'entrée de l'église Saint Grégoire VII (Bündheim, Allemagne), illustrant le verset 9 du Psaume 36

Le psaume 36 (35 selon la numérotation grecque) est un psaume qui met en opposition la méchanceté du pêcheur et la bonté de Dieu.

## Texte
| 1  | א לַמְנַצֵּחַ לְעֶבֶד-יְהוָה לְדָוִד.                                    | Au chef des chantres. Du serviteur de l’Éternel, de David.                                                                          | in finem servo Domini David                                                                              |
| 2  | ב נְאֻם-פֶּשַׁע לָרָשָׁע, בְּקֶרֶב לִבִּי; אֵין-פַּחַד אֱלֹהִים, לְנֶגֶד עֵינָיו.       | La parole impie du méchant est au fond de son cœur ; la crainte de Dieu n’est pas devant ses yeux.                                  | dixit iniustus ut delinquat in semet ipso non est timor Dei ante oculos eius                             |
| 3  | ג כִּי-הֶחֱלִיק אֵלָיו בְּעֵינָיו; לִמְצֹא עֲו‍ֹנוֹ לִשְׂנֹא.                    | Car il se flatte à ses propres yeux, pour consommer son iniquité, pour assouvir sa haine.                                           | quoniam dolose egit in conspectu eius ut inveniatur iniquitas eius ad odium                              |
| 4  | ד דִּבְרֵי-פִיו, אָוֶן וּמִרְמָה; חָדַל לְהַשְׂכִּיל לְהֵיטִיב.                  | Les paroles de sa bouche sont fausses et trompeuses ; il renonce à agir avec sagesse, à faire le bien.                              | verba oris eius iniquitas et dolus noluit intellegere ut bene ageret                                     |
| 5  | ה אָוֶן, יַחְשֹׁב--עַל-מִשְׁכָּבוֹ: יִתְיַצֵּב, עַל-דֶּרֶךְ לֹא-טוֹב; רָע, לֹא יִמְאָס.  | Il médite l’injustice sur sa couche, il se tient sur une voie qui n’est pas bonne, il ne repousse pas le mal.                       | iniquitatem meditatus est in cubili suo adstetit omni viae non bonae malitiam autem non odivit           |
| 6  | ו יְהוָה, בְּהַשָּׁמַיִם חַסְדֶּךָ; אֱמוּנָתְךָ, עַד-שְׁחָקִים.                     | Éternel ! ta bonté atteint jusqu’aux cieux, ta fidélité jusqu’aux nues.                                                             | Domine in caelo misericordia tua et veritas tua usque ad nubes                                           |
| 7  | ז צִדְקָתְךָ, כְּהַרְרֵי-אֵל--מִשְׁפָּטֶיךָ, תְּהוֹם רַבָּה; אָדָם וּבְהֵמָה תוֹשִׁיעַ יְהוָה. | Ta justice est comme les montagnes de Dieu, tes jugements sont comme le grand abîme. Éternel ! tu soutiens les hommes et les bêtes. | iustitia tua sicut montes Dei iudicia tua abyssus multa homines et iumenta salvabis Domine               |
| 8  | ח מַה-יָּקָר חַסְדְּךָ, אֱלֹהִים: וּבְנֵי אָדָם--בְּצֵל כְּנָפֶיךָ, יֶחֱסָיוּן.         | Combien est précieuse ta bonté, ô Dieu ! À l’ombre de tes ailes les fils de l’homme cherchent un refuge.                            | quemadmodum multiplicasti misericordiam tuam Deus filii autem hominum in tegmine alarum tuarum sperabunt |
| 9  | ט יִרְוְיֻן, מִדֶּשֶׁן בֵּיתֶךָ; וְנַחַל עֲדָנֶיךָ תַשְׁקֵם.                       | Ils se rassasient de l’abondance de ta maison, et tu les abreuves au torrent de tes délices.                                        | inebriabuntur ab ubertate domus tuae et torrente voluntatis tuae potabis eos                             |
| 10 | י כִּי-עִמְּךָ, מְקוֹר חַיִּים; בְּאוֹרְךָ, נִרְאֶה-אוֹר.                      | Car auprès de toi est la source de la vie ; par ta lumière nous voyons la lumière.                                                  | quoniam apud te fons vitae in lumine tuo videbimus lumen                                                 |
| 11 | יא מְשֹׁךְ חַסְדְּךָ, לְיֹדְעֶיךָ; וְצִדְקָתְךָ, לְיִשְׁרֵי-לֵב.                     | Étends ta bonté sur ceux qui te connaissent, et ta justice sur ceux dont le cœur est droit !                                        | praetende misericordiam tuam scientibus te et iustitiam tuam his qui recto sunt corde                    |
| 12 | יב אַל-תְּבוֹאֵנִי, רֶגֶל גַּאֲוָה; וְיַד-רְשָׁעִים, אַל-תְּנִדֵנִי.               | Que le pied de l’orgueil ne m’atteigne pas, et que la main des méchants ne me fasse pas fuir !                                      | non veniat mihi pes superbiae et manus peccatoris non moveat me                                          |
| 13 | יג שָׁם נָפְלוּ, פֹּעֲלֵי אָוֶן; דֹּחוּ, וְלֹא-יָכְלוּ קוּם.                   | Déjà tombent ceux qui commettent l’iniquité ; ils sont renversés, et ils ne peuvent se relever.                                     | ibi ceciderunt qui operantur iniquitatem expulsi sunt nec potuerunt stare                                |

## Thème du psaume
Ce Psaume nous montre dans une première partie le mal personnifié, et son pouvoir.
La seconde partie à partir du verset 6 montre Dieu dans sa bonté et son pouvoir plus grand encore.

## Usages liturgiques

### Dans le judaïsme
Le verset 7 fait partie de la Tzidkatcha. On le trouve aussi en répétition de la Amidah pendant la célébration de Rosh Hashana.
Les versets 8 à 11 sont récités à la suite du pliage du Talit lors des offices du matin.

### Dans le christianisme

#### Chez les catholiques
Le Psaume 36 (35) est actuellement chanté dans la liturgie des Heures à l’office de Laudes le mercredi de la semaine I.